# Jörg Dräger

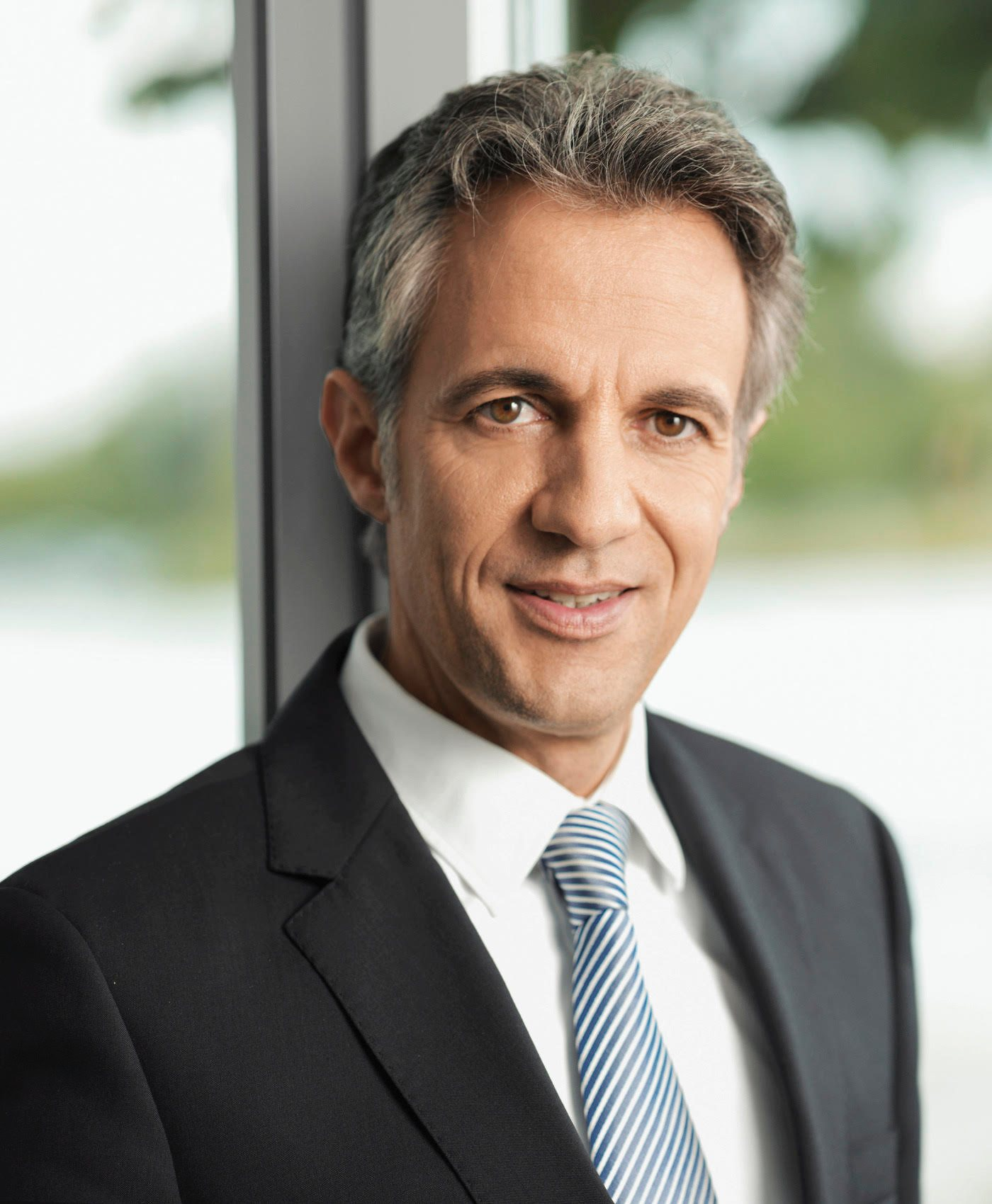
Jörg Dräger (2017)

Jörg Dräger (* 1. Januar 1968 in Darmstadt) ist ein deutscher Physiker, parteiloser Politiker und Manager. Von 2001 bis 2008 war er Senator der Freien und Hansestadt Hamburg. Bis Ende 2021 gehörte er dem Vorstand der Bertelsmann Stiftung an und war dort für Bildung, Integration und Digitalisierung zuständig. Dräger gilt als Experte für diese Bereiche und hat mehrere Bücher zu bildungspolitischen Themen verfasst, unter anderem zu den Auswirkungen der Digitalisierung. Seit 1. April 2022 ist Dräger Geschäftsführender Stiftungsrat der Kühne-Stiftung.

## Leben
Dräger machte 1987 in Hamburg Abitur am Christianeum und danach Zivildienst. Anschließend studierte Dräger Physik und im Nebenfach Betriebswirtschaft an der Universität Hamburg. Nach dem Vordiplom wechselte er an die Cornell University nach Ithaca, New York. Dort erwarb Dräger 1993 den Master of Science in Theoretischer Physik und wurde drei Jahre später promoviert zum Doctor of Philosophy mit einer Arbeit aus der mathematischen Kristallographie. Parallel zum Studium und der Promotion arbeitete er als wissenschaftlicher Assistent.
Dräger ist verheiratet und hat zwei Kinder.

## Karriere
1996 trat Dräger eine Stelle als Unternehmensberater bei Roland Berger in Frankfurt am Main an, bevor er 1999 als Geschäftsführer des neu gegründeten Northern Institute of Technology nach Hamburg zurückkehrte. Das Institut war eine der ersten öffentlich-privaten Partnerschaften im deutschen Hochschulbereich und zeichnet sich durch einen interdisziplinären Ansatz aus.

### Öffentliche Ämter
2001 wurde Dräger als parteiloser Senator für Wissenschaft und Forschung in die Landesregierung der Freien und Hansestadt Hamburg unter Ole von Beust berufen. Er sprach sich für Studiengebühren und mehr Wettbewerb der Hochschulen untereinander aus, um ihre Finanzierung dauerhaft sicherzustellen. Die Vorschläge stießen bei Studierenden und Lehrenden auf heftige Kritik.
Nach der vorgezogenen Bürgerschaftswahl 2004 übernahm Dräger im Senat von Beust II die Ressorts Wissenschaft und Gesundheit. Unter seiner Verantwortung führte Hamburg 2006 als fünftes Bundesland Studiengebühren ein. Drägers Ziel war eine grundlegende Reform der Hamburger Hochschulen, er förderte Gründungen neuer und Zusammenschlüsse bestehender Hochschulen. Dieser Kurs gilt rückblickend als umstritten: Während Befürworter seine Kompetenz und Zielstrebigkeit lobten, monierten Kritiker unter anderem Kürzungen bei den Geisteswissenschaften. 2008 belegte Dräger im „Minister-Ranking“ des Deutschen Hochschulverbands den letzten Platz, ein Jahr später stand er wieder an sechster Stelle.
Die Verantwortung für den Bereich Gesundheit gab Dräger im Jahr 2006 an die Senatorin Birgit Schnieber-Jastram ab. Nach der Bürgerschaftswahl 2008 kündigte er an, auf eine weitere Amtszeit zu verzichten. Diese Entscheidung bedauerte unter anderem Klaus von Dohnanyi in einem Kommentar für das Hamburger Abendblatt, weil die Stadt dadurch ihren „vermutlich wirkungsvollsten Wissenschaftssenator seit 1945“ verliere. Andere Medien zeigten sich dagegen erleichtert, dass der „Bulldozer im Dreiteiler“ (taz) die Politik verlasse.

### Bertelsmann Stiftung
Dräger wurde 2008 Mitglied des Vorstands der Bertelsmann Stiftung. Er verantwortet die Bereiche Bildung, Integration und Digitalisierung. Zusätzlich übernahm er die Geschäftsführung des Centrums für Hochschulentwicklung (CHE), das auf eine Initiative der Bertelsmann Stiftung und der Hochschulrektorenkonferenz zurückgeht. In dieser Funktion gehört er auch dem Hochschulforum Digitalisierung seit seiner Gründung an. 2021 schied Dräger aus dem Vorstand der Bertelsmann Stiftung aus, um sich einer neuen Aufgabe im internationalen Umfeld zu widmen.
Dräger setzte sich unter anderem für die Unabhängigkeit der Hochschulen ein. Er forderte eine bessere Ausstattung von Brennpunktschulen und drängte darauf, das Bildungssystem in ländlichen Regionen an den demografischen Wandel anzupassen. Dräger befürwortet die Ganztagsschule, digitale Medien betrachtet er als Hilfsmittel für eine bessere Pädagogik. Zudem plädiert er für eine Reform der Kindergrundsicherung durch Einführung eines Teilhabegeldes.

## Mandate
Dräger lehrt Public Management an der Hertie School of Governance. Er berät junge Gründer in der gemeinnützigen Founders Foundation, die ihren Fokus auf der Förderung der Start-up-Szene von Ostwestfalen hat, und engagiert sich als Mitglied des Kuratoriums der Deutschen Wildtier Stiftung auch im Bereich des Umwelt- und Naturschutzes.
Früher war Dräger Mitglied im Board of Governors der privaten, staatlich anerkannten Jacobs University Bremen. Er war zudem stellvertretender Vorsitzender des Kuratoriums des Sachverständigenrats deutscher Stiftungen für Integration und Migration. Dräger sprach sich für eine stärkere Zuwanderung aus, andernfalls werde Deutschland den internationalen Wettbewerb um Fachkräfte verlieren.

## Schriften
- Jörg Dräger, Robert H. Silsbee: Simulations for Solid State Physics. An Interactive Resource for Students and Teachers. Cambridge University Press, Cambridge 1997, ISBN 978-0-521-59094-5 (englisch).
- Jörg Dräger: Dichter, Denker, Schulversager. Gute Schulen sind machbar – Wege aus der Bildungskrise. Deutsche Verlags-Anstalt, München 2011, ISBN 978-3-421-04529-4 (mit einer politischen Gebrauchsanweisung von Klaus von Dohnanyi).
- Jörg Dräger, Christina Tillmann, Frank Frick: Wie politische Ideen Wirklichkeit werden. Ein Lehr- und Praxisbuch. Nomos Verlag, Baden-Baden 2014, ISBN 978-3-8487-1613-5.
- Jörg Dräger, Ralph Müller-Eiselt: Die digitale Bildungsrevolution: Der radikale Wandel des Lernens und wie wir ihn gestalten können. Deutsche Verlags-Anstalt, München 2015, ISBN 978-3-421-04709-0.
- Jörg Dräger, Ralph Müller-Eiselt: Wir und die intelligenten Maschinen. Wie Algorithmen unser Leben bestimmen und wir sie für uns nutzen können. Deutsche Verlags-Anstalt, München 2019, ISBN 978-3-421-04841-7.